# Plaza del Vino (Gerona)
La plaza del Vino es una plaza pública de Gerona, en la confluencia de los antiguos caminos de Barcelona y de San Felíu de Guixols. Presenta una forma rectangular con edificios de carácter señorial en su entorno. Son remarcables los porches con arcos de medio punto que rodean la plaza. Las fachadas presentan balcones con barandillas de hierro forjado. Acabados exteriores con enlucidos.
El conjunto de la obra forma parte del Inventario del Patrimonio Arquitectónico de Cataluña, como también algunos de sus edificios a nivel individual.

## Historia
El nombre de la plaza del Vino parece que ya era conocido desde 1584. En el año 1343 se conocía por plaza de las Albergueries. Tradicionalmente desde el siglo XV había sido lugar de residencia de familias nobles. De los edificios existentes citamos el ayuntamiento, que ha sufrido muchas transformaciones, la casa Carles, el antiguo Palacio de la Generalidad durante los siglos XVI y XVII y la casa Barceló restaurada en 1929.